# بيل موريس
بيل موريس (بالإنجليزية: Bill Morris)‏ (26 مارس 1913 في المملكة المتحدة - 1 يناير 1995 في المملكة المتحدة) هو لاعب كرة قدم بريطاني (وحمل سابقاً جنسية المملكة المتحدة لبريطانيا العظمى وأيرلندا) في مركز الدفاع. شارك مع منتخب إنجلترا لكرة القدم. أما مع النوادي، فقد لعب مع وست بروميتش ألبيون ووولفرهامبتون واندررز وHalesowen Town F.C. ‏ وDudley Town F.C. ‏.

## وصلات خارجية
- بيل موريس على موقع قاعدة بيانات كرة القدم.إي يو (الإنجليزية)
- بيل موريس على موقع ناشيونال فوتبول تيمز (الإنجليزية)